# مرصد باريس
مرصد باريس (بالفرنسية: Observatoire de Paris) أو مرصد باريس-ميدون (بالفرنسية: Observatoire de Paris-Meudon) هو أقدم مرصد فلكي في فرنسا، وواحد من أكبر مراكز علم الفلك في العالم. يوجد مقره التاريخي في وسط باريس على الضفة اليسرى لنهر السين، غير أن معظم العاملين به يقومون بعملهم في المقر التابع الكائن بضاحية ميدون الباريسية.
ولدت فكرة إنشاء مرصد باريس في ذهن رجل الدولة الفرنسي جان باتيست كولبير سعيًا إلى تعزيز قوة فرنسا البحرية وتجارتها الدولية في القرن السابع عشر الميلادي، وبدأ في إنشائه سنة 1667 برعاية الملك لويس الرابع عشر، وتم البناء سنة 1671، وهو بذلك أسبق من مرصد غرينتش الملكي الإنجليزي الشهير ببضع سنوات.
شهدت مباني المرصد توسعات عديدة في أعوام 1730 و1810 و1834 و1850 و1951.

## مديرو المرصد
- جوفاني كاسيني (1671 ـ 1712)
- جاك كاسيني (1712 ـ 1756)
- سيزار-فرانسوا كاسيني دي توري (1756 ـ 1784)
- الكونت دومينيك دي كاسيني (1784 ـ 1793)
- جيروم لالاند (1795 ـ 1800)
- بيير ميشان (1800 ـ 1804)
- جان باتيست جوزيف ديلامبر (1804 ـ 1822)
- ألكسيس بوفار (1822 ـ 1843)
- فرانسوا أراغو (1843 ـ 1853)
- أوربان لوفيريي (1854 ـ 1870)
- شارل-أوجين ديلوناي (1870 ـ 1873)
- أوربان لوفيريي (1873 ـ 1877)
- أميديه موشيز (1878 ـ 1892)
- فيليكس تيسيران (1892 ـ 1896)
- موريس لووي (1896 ـ 1907)
- بنيامين بايو (1908 ـ 1926)
- هنري-ألكسندر ديلاندر (1926 ـ 1929)
- إلانست إسكلانغون (1929 ـ 1944)
- أندريه دانجون (1945 ـ 1963)
- جان-فرانسوا دينيس (1963 ـ 1967)
- جان ديلاي (1967 ـ 1971)
- ديمون ميشار (1971 ـ 1976)
- جاك بولون (1976 ـ 1981)
- بيير شارفان (1981 ـ 1991)
- ميشيل كومب (1991 ـ 1999)
- بيير كوتيرييه (1999 ـ 2003)
- دانييل إغريه (2003 ـ 2011)
- كلود كاتالا (2011 ـ الآن)